# キンバリー (オレゴン州)

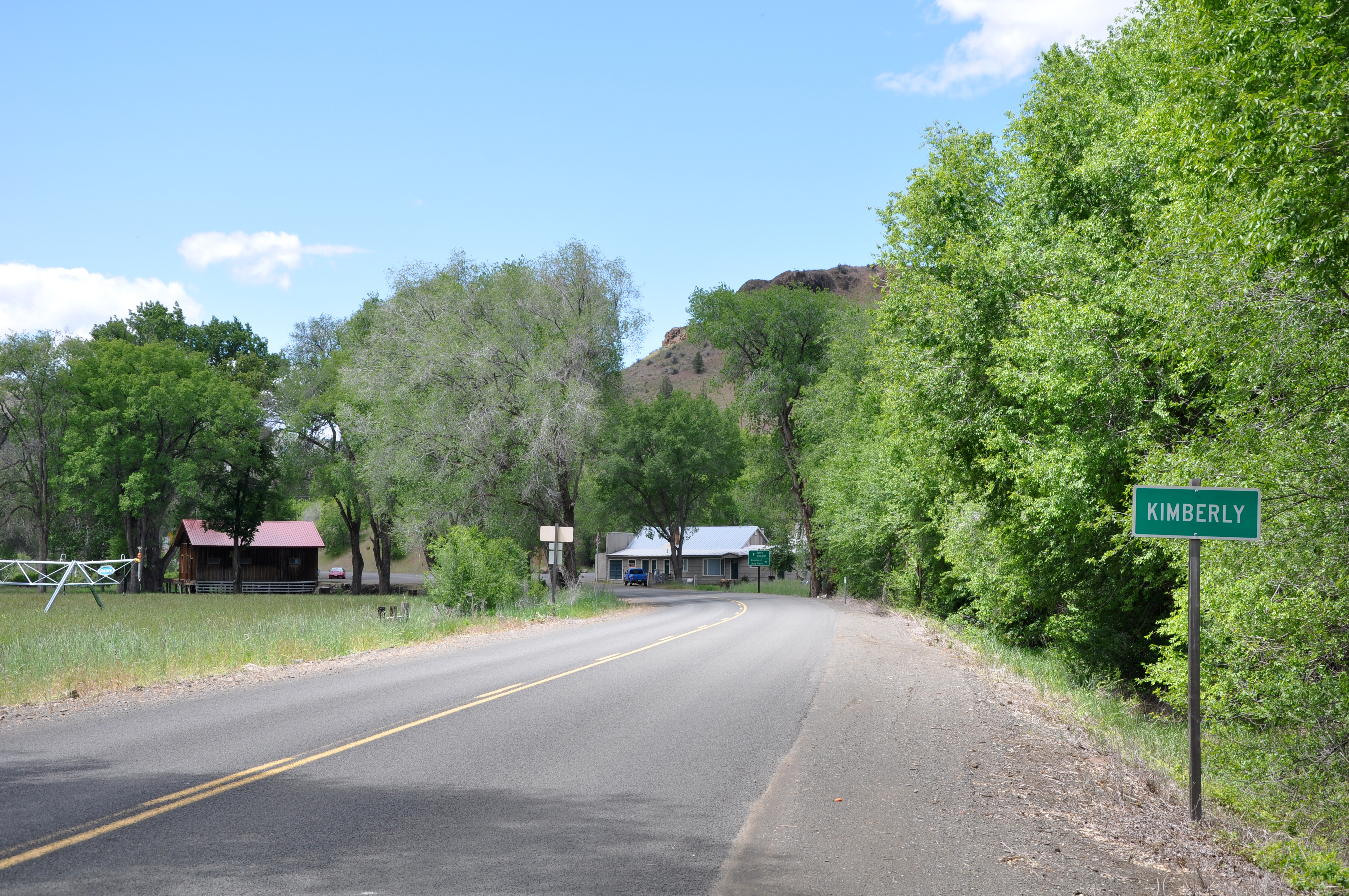
キンバリー地域内のオレゴン州道19号線

キンバリー（英: Kimberly）は、アメリカ合衆国オレゴン州グラント郡にある非法人地域。オレゴン州道19号線とオレゴン州道402号線の交差点付近、ジョンデイ川とノースフォークジョンデイ川の合流付近に位置する。
キンバリーの名は、この地域の豪族・キンバリー家に由来する。オリン・キンバリーは1930年代にこの地域で初めてとなる商業用の果樹園を設立した。
ジェームズ・カント農場博物館、トーマス・コンドン古生物学博物館は、キンバリー南方の州道19号線沿いにある。